# William John Victor Windeyer
Sir William John Victor Windeyer KBE, CB, DSO in ploščica, PC, avstralski general in sodnik, * 28. julij 1900, † 23. november 1987.
Med letoma 1958 in 1972 je bil sodnik Visokega sodišča Avstralije.